# Vlada Kharkova
Vlada Viktorivna Kharkova (en ukrainien : Влада Вікторівна Харькова), née le 29 septembre 1996, est une escrimeuse ukrainienne. Bien qu'inattendue à un tel niveau, elle est devenue championne d'Europe à l'épée individuelle, en 2022.

## Carrière

### Juniors
Kharkova se met en évidence à deux reprises dans la catégorie des juniors, en gagnant en 2014 le tournoi de coupe du monde de Laupheim puis, en 2016, en prenant une médaille de bronze aux championnats d'Europe de Novi Sad, en Serbie.

### Seniors
A son entrée en senior, Kharkova stagne pendant une longue période aux arrières-postes du classement mondial. De 2016 au début de la saison 2021-2022, l'Ukrainienne atteint à seulement deux reprises le tableau final d'une épreuve de coupe du monde, et reste écartée de la sélection de quatre tireuses représentant l'Ukraine aux championnats d'Europe et du monde. Cette saison la voit néanmoins progresser jusqu'à atteindre la 66e place du classement mondial, qui lui permet de recevoir sa première sélection en équipe nationale senior pour les championnats d'Europe. Elle y crée une surprise majeure, se positionnant à la 3e place à la sortie du tour de poules puis, dans le tableau final, éliminant, entre autres, la no 3 mondiale Marie-Florence Candassamy et battant en finale la double championne du monde Rossella Fiamingo.

## Palmarès
- Championnats d'Europe
  -  Médaille d'or aux championnats d'Europe 2022 à Antalya
  -  Médaille d'or par équipes aux championnats d'Europe 2025 à Gênes
  -  Médaille de bronze par équipes aux championnats d'Europe 2022 à Antalya

## Classement en fin de saison
| Année | 2016 | 2017 | 2018 | 2019 | 2020 | 2021 | 2022 | 2023 | 2024 |
| ----- | ---- | ---- | ---- | ---- | ---- | ---- | ---- | ---- | ---- |
| Rang  | 244  | 268  | 294  | 143  | 146  | 136  | 19   | 33   | 11   |